# منتخب أستراليا لكرة اليد للشباب
منتخب أستراليا لكرة اليد للشباب (بالإنجليزية: Australia national youth handball team)‏ هو ممثل أستراليا الرسمي في المنافسات الدولية في كرة اليد للشباب
.